# Ofèlia Dracs
Ofèlia Dracs fue un colectivo literario de Cataluña, España.
Estaba formado por un núcleo fijo de escritores (Joan Rendé, Joaquim Carbó, Jaume Fuster, Maria Antònia Oliver, Joaquim Soler, Jaume Cabré, Vicenç Villatoro, Margarida Aritzeta y Josep Albanell) y por otros esporádicos (Isidre Grau, Quim Monzó, Carme Riera, Joana Escobedo, Josep Maria Illa, Xavier Romeu, Assumpció Cantalozella y Roser Vernet) que en la década de 1980 apostaron por profundizar en la literatura de género (erótica, de misterio, etc), considerando que la literatura catalana también tenía que disfrutar de este tipo de narrativa igual que cualquier otra lengua del mundo.